# Collecte des eaux de pluie en Belgique
Cet article décrit la collecte d'eau de pluie en Belgique.

## Quelques chiffres
- Une douche d’une durée moyenne de 15 minutes, utilise 50 à 60 litres d’eau, tandis qu'un bain en consomme 100 à 150 litres.
- 2,5 % de consommation totale en eau soit 3 à 6 litres servent à boire et cuisiner. Les toilettes à elles seules envoient directement dans les égouts un tiers de l'eau potable[1]. L'essentiel des besoins d'un foyer (dans un pays riche, et où il pleut suffisamment) pourrait donc être satisfait par la récupération d'eau de pluie.

| %     | Poste                            |
| ----- | -------------------------------- |
| 35 %  | Bains et douches                 |
| 35 %  | WC                               |
| 14 %  | Lessives                         |
| 2,5 % | Boire et cuisiner                |
| 6,5 % | Divers (nettoyage, jardin, etc.) |

### En Belgique
En Belgique, les ménages utilisent environ un tiers de la consommation globale d’eau. Chaque habitant consomme en moyenne 120 litres d'eau par jour. Environ 50 et 80 % (respectivement pour les régions flamande et wallonne) de l’eau de distribution provient du sous-sol. Dans de nombreuses régions, cette pratique entraîne un abaissement des nappes phréatiques, ce qui a des conséquences néfastes sur les écosystèmes.
En 2011, le montant de la facture en eau pour la Belgique varie entre 113 et 372 €/an et prend en charge les frais d'entretien de l'infrastructure, la protection des captages, et une partie des dépenses nécessaires à l'épuration.

## Obligations, primes, incitants fiscaux

### En Belgique

#### Obligations en Belgique
Bien que la Région wallonne n’oblige pas l’installation d’une citerne d’eau de pluie, une commune sur cinq la demande. En Régions flamande et Bruxelles-Capitale, par contre, l’installation d’une citerne est obligatoire si vous construisez ou rénovez (sauf si la façade de la maison a moins de 6 m de largeur ou la parcelle moins de 3 ares). Une petite dizaine de communes de Wallonie offrent une prime allant jusqu’à environ 500 €.
En Flandre, la plupart des communes versent une prime, non seulement pour les citernes mais aussi pour l’installation d’un bassin d'infiltration. La Région octroie également une prime si la commune a signé la « convention environnementale » et si l’installation d’eau de pluie est conforme au Code de bonne pratique (ce qui fait l’objet d’un contrôle par la commune). Dans certains cas, les provinces flamandes octroient une troisième prime. Le montant total peut dans certains cas s’élever à 1 000 €.
À Bruxelles, la région octroie une prime si votre bien est situé dans le périmètre de développement renforcé du logement.

##### Pour l'infiltration
Seule la Région de Bruxelles-Capitale a une exigence : la zone de recul et la zone de cours et jardins doivent comporter ensemble une surface perméable d’au moins 50 % de leur surface cumulée. Cette surface perméable est en pleine terre, plantée ou recouverte de matériaux perméables. Seule la Région flamande octroie des primes pour un bassin d’infiltration.